# پل بریسول
پل بریسول (به انگلیسی: Paul Bracewell) بازیکن فوتبال زادهٔ ۱۹ ژوئیه ۱۹۶۲ اهل کشور انگلستان که سابقهٔ بازی در تیم ملی فوتبال انگلستان را در کارنامهٔ خود دارد. وی در تاریخ ۱۲ ژوئن ۱۹۸۵ نخستین بازی ملی خود را در مقابل تیم ملی فوتبال آلمان غربی انجام داد و با حضور در ۳ بازی ملی، در تاریخ ۱۳ نوامبر ۱۹۸۵ واپسین بازی ملی‌اش را در برابر تیم ملی فوتبال ایرلند شمالی برگزار کرد.